# Ormosia anthracopoda
Ormosia anthracopoda är en tvåvingeart som beskrevs av Alexander 1930. Ormosia anthracopoda ingår i släktet Ormosia och familjen småharkrankar.
Artens utbredningsområde är Taiwan. Inga underarter finns listade i Catalogue of Life.